# Valle del Sestaione
La Valle del Sestaione è situata sull'Appennino tosco-emiliano, nella parte settentrionale della Provincia di Pistoia ed è percorsa dal torrente Sestaione, affluente del fiume Lima, il quale è tributario del fiume Serchio, che si getta nel Mare Tirreno.

## Caratteri
Dalla sua testata, a ovest, presso l'Alpe Tre Potenze, una montagna alta 1940 metri s.l.m., fino allo sbocco nella valle della Lima, la valle del Sestaione ha andamento prima da sud-ovest verso nord-est, per circa un terzo della sua lunghezza, quindi da Nord-Ovest verso Sud-Est. 
Il suo versante sinistro, distaccandosi ad Ovest dall'Alpe Tre Potenze, sul confine con la Lucchesia, è delimitato verso Nord: dal Passo della Vecchia, dal Monte Dente della Vecchia, dal Passo della Fariola, dalla mole del Monte Gomito, alto 1892 metri s.l.m., quindi dal lungo crinale che attraverso la Selletta degrada fino alla confluenza del torrente Sestaione nel torrente La Lima. 
Il suo versante destro, dopo essersi distaccato, ad ovest, dall'Alpe Tre Potenze, prosegue attraverso la Foce di Campolino ed il Monte Poggione, scendendo poi attraverso il monte Uccelliera ed il Passo della Sentinella fino al Monte Caligi.
A est la valle del Sestaione sbocca nel tratto pistoiese della Valle della Lima, pressoché di fronte al paese di Cutigliano.
Verso Settentrione la Valle del Sestaione confina prima con la Val di Luce, quindi con la valle del torrente Scoltenna, tributario del fiume Panaro, affluente del fiume Po, che si getta nel Mare Adriatico.
Verso sud, la valle del Sestaione confina prima con la valle lucchese della Fegana, quindi con il medio corso, in territorio lucchese, della valle del torrente La Lima, affluente del fiume Serchio, che si getta nel Mare Tirreno.
Nella parte occidentale, il territorio della valle del Sestaione appartiene al comune di Abetone; nella parte orientale, dove ci sono i centri abitati di Pian di Novello e di Piano degli Ontani, al Comune di Cutigliano. 
Dall'Alpe Tre Potenze fino allo sbocco nella valle della Lima, di fronte al paese di Cutigliano, a 637 metri s.l.m., la Valle del Sestaione ha una lunghezza di circa 10 km ed un dislivello di 1303 metri.
Sotto la quota media di circa 1550 metri s.l.m. la valle del Sestaione è coperta da una fitta vegetazione arborea ed arbustiva: le essenze forestali predomimanti sono il Faggio e l'Abete rosso; oltre, la vegetazione è rappresentata da brughiere di alta quota, con frequenti vaccinieti e rocce affioranti. Intorno ai paesi di Piano degli Ontani e di Pian di Novello vi sono campi e prati.

## Accessi
Nel tratto della strada statale nº 12 dell'Abetone e del Brennero che dal paese La Lima raggiunge la valle omonima fino ad Abetone, nei pressi dell'abitato di Ponte al Sestaione, si diparte la strada che risale la Valle del Sestaione e che tocca i paesi di Piano degli Ontani e di Pian di Novello, giungendo fino alla vecchia area di parcheggio a 1309 metri s.l.m.; quest'ultima si trova ai piedi delle vecchie stazioni di partenza degli impianti di trasporto a fune che un tempo collegavano il comprensorio sciistico abetonese alle piste ed agli impianti di risalita di Campolino. Degli impianti, dei piloni e delle costruzioni di servizio non rimane alcuna traccia.
Un'altra breve ma antica strada forestale porta direttamente dalla Valle del Sestaione al piccolo borgo di Fontana Vaccaia, sulla S.S. nº 12, nei pressi del paese di Abetone. 
Diversi sentieri collegano la valle del Sestaione a tutte le valli vicine. A Foce di Campolino s'incrociano due sentieri: quello che proviene da Prato Bellincioni e dal Passo degli Agli, vicino a Monte Caligi, e che risale tutto il crinale spartiacque sulla destra orografica della valle, crinale che prosegue verso la cima dell'Alpe Tre Potenze; quello che sale da Montefegatesi e dalla Valle della Fegana, in Lucchesia, e che dopo aver costeggiato dall'alto i profondi contrafforti della Riserva naturale Orrido di Botri, giunge alla suddetta Foce e prosegue per il fondo Valle del Sestaione. Un altro sentiero proviene da Abetone: dopo avere costeggiato salendo tutto il fianco sinistro della valle, si dirige verso il Lago Nero. Infine due sentieri conducono dalla Valle del Sestaione nella Val di Luce: uno valica l'antico passo della Vecchia dirigendosi poi verso il Lago Piatto ed il Passo di Annibale; l'altro attraversa il Passo della Fariola e scende verso il piccolo borgo della Val di Luce, oppure risale il monte Gomito diretto, attraverso la Selletta, al passo dell'Abetone.

## Riserve ed aree protette
La Valle del Sestaione riveste notevole importanza sotto l'aspetto ambientale, paesaggistico, forestale e scientifico. Vi si trovano tre riserve ed aree protette, riconosciute dalla Regione Toscana: la riserva naturale Campolino, L'Orto Botanico Forestale dell'Abetone, la Riserva Naturale Biogenetica di Piano degli Ontani.
La riserva naturale di Campolino fu istituita nel 1972 per salvaguardare le popolazioni di Abete rosso indigeno ivi esistenti da migliaia di anni, le più meridionali in Italia.

## Storia
Tutto il territorio montano a Nord di Pistoia, compresa la parte bassa della Valle del Sestaione, era popolato fino dalla preistoria dai Liguri Friniati, antica popolazione preindoeuropea. Ciò è testimoniato anche dai numerosi toponimi di indubbia origine ligure esistenti nella zona, quali Popiglio e Piteglio. Certamente il territorio era caratterizzato fino da epoche remote anche dalla presenza di valichi appenninici e strade che congiungevano l'Etruria con la pianura del Po. Narra lo storico romano Tito Livio che il condottiero cartaginese Annibale nella primavera del 217 a.C., nel corso della seconda Guerra Punica, attraversò l'Appennino Tosco-Emiliano provenendo da nord, reduce dagli scontri vittoriosi con i Romani, diretto verso l'Etruria, nelle paludi tra Pistoia e Fiesole. Nella Val di Luce, vi è un valico denominato Passo di Annibale, a 1798 metri s.l.m., a poca distanza dall'Alpe Tre Potenze e dalla valle del Sestaione: la tradizione vuole che il condottriero vi sia transitato con il suo esercito di 40.000 uomini: ove ciò corrisponda a verità, Annibale potrebbe poi essere entrato nella vicina valle del Sestaione, dal passo della Vecchia o da quello della Fariola, per poi discendere verso sud.
Dopo le guerre annibaliche, sempre Tito Livio narra che Caio Flaminio, Console romano nel 187 a.C., giunse sulle montagne a Nord di Pistoia e sconfisse i fieri Liguri Friniati ivi stanziati per liberare definitivamente i valichi appenninici, I Liguri si insediarono così vicino al '’Monte Auginum'’, da molti oggi identificato con il Monte Cimone, subito a Nord della Valle del Sestaione, nell'odierno Frignano. La romanizzazione del territorio è testimoniata anche da toponimi latini, presenti nella stessa Valle del Sestaione, come '’Campi Sillani'’. Del resto, Roma attribuiva spesso appezzamenti di terreno ai suoi soldati per compensarli della colonizzazione di nuove terre e della loro partecipazione agli eventi bellici. Presso i Campi Sillani i coloni del dittatore Silla, amico di Catilina, sembra abbiano poi dato rifugio ai superstiti della battaglia persa del senatore romano sulla montagna pistoiese. Il nome di Cutigliano, proprio di fronte alla Valle del Sestaione, pare derivi dalla volontà dei soldati sconfitti di onorare il loro sfortunato condottiero.
Le vicende storiche successive della valle sono comuni a quelle della repubblica e dell'impero romano. Dopo la fine di quest'ultimo sono da segnalare sul territorio gli scontri tra i bizantini ed i longobardi: alla fine questi ultimi prevalsero ed occuparono Pistoia, nonché la sua montagna, proclamandola loro città regia. Caduta la dominazione longobarda, al tempo dei carolingi seguì un periodo di pace. Seguirono aspre contese che interessarono anche i borghi nella zona meridionale della Valle, allorché il condottiero lucchese Castruccio Castracani degli Antelminelli, nel XIV secolo, distrusse a più riprese tutti i castelli sulla Montagna Alta del Comune di Pistoia. Le lotte tra guelfi e ghibellini prima e poi tra bianchi e neri insanguinarono i centri della valle: le fazioni locali contrapposte dei Cannetani e dei Chiavellesi dettero luogo a scontri per molto tempo, riflettendo le lotte intestine tra le parti che infiammavano la città di Pistoia, dove si confrontavano i Panciatichi ed i Cancellieri. 
Le vicende storiche successive che interessarono la Valle sono comuni a quelle della Toscana. Alcune tuttavia interessavano la Valle del Sestaione data la sua posizione strategica: l'Alpe Tre Potenze che la domina dall'alto divideva, fino all'unità d'Italia, i territori di tre Stati: Granducato di Toscana, Ducato di Modena e Ducato di Lucca. Nella valle sopravvivono ancora testimonianze di queste realtà del passato: cippi di pietra sulle cime principali; antiche mulattiere destinate ai collegamenti che mantengono le massicciate originali in pietra ed altre. In particolare, nella Valle si dovevano riflettere le politiche seguite dai tre Stati: per lunghi tempo il Granducato di Toscana fu alleato degli Estensi del Ducato di Modena, con i quali concordava spesso concessioni reciproche sulla viabilità ed il libero transito delle merci. Viceversa, il Ducato di Modena, che dominava la vicina Valle Fegana e tutta la Valle inferiore della Lima, contrastava il passaggio degli uomini e delle merci.
Al riguardo, si deve tenere presente che presso l'insellatura del crinale che dalla vetta dell'Alpe Tre Potenze porta al Dente della Vecchia ed al Monte Gomito, chiamata appunto Passo della Vecchia, si trovava, nel 1600 e nel 1700, la storica Via dei remi, lungo la quale transitavano tronchi di faggi ed abeti ben dritti destinati all'Arsenale Militare di Pisa per ricavarne lunghi remi ed assi per il fasciame per le navi del Granduca di Toscana. Il percorso era il seguente: dopo l'abbattimento nella foresta di Boscolungo, antico nome di Abetone, o in quella di Meli Tesi, sopra Cutigliano, appartenenti entrambe alle Reali Possessioni Granducali, il legname veniva segato in tronchi e faticosamente portato da Fontana Vaccaia nell'alta Valle del Sestaione, presso il Lago Nero. Da qui, proprio attraverso il Passo della Vecchia, entrava nella Valle delle Pozze, ora Val di Luce; costeggiando la riva del Lago Piatto e attraverso il Passo di Annibale, giungeva quindi a Foce a Giovo, il valico esistente tra il Monte Femminamorta ed il Monte Rondinaio, poi vicino al Lago Baccio ed infine raggiungeva Coreglia Antelminelli, in Garfagnana. Il percorso successivo si avvaleva del trasporto sul fiume Serchio dei tronchi su grandi zattere, fino alla foce. Da qui proseguivano per via marittima fino alla foce dell'Arno e risalivano infine questo fiume fino all'Arsenale di Pisa. 
A parte il trasporto lungo il Serchio, tutto il tragitto avveniva al di fuori del Ducato di Lucca ed in parte toccava il territorio degli Estensi.
Più di recente, alla fine della Seconda guerra mondiale la Val di Luce, denominata allora Valle delle Pozze, fu teatro di alcuni scontri tra le truppe tedesche e gruppi di partigiani.